# Folkémon
Folkémon è il decimo album in studio del gruppo folk metal britannico Skyclad, pubblicato nel 2000.

## Tracce
1. The Great Brain Robbery – 4:34
2. Think Back and Lie of England – 4:59
3. Polkageist! – 4:01
4. Crux of the Message – 4:52
5. The Disenchanted Forest – 7:10
6. The Antibody Politic – 3:18
7. When God Logs-Off – 3:09
8. You Lost My Memory – 5:57
9. Déjà-Vu Ain't What It Used to Be – 5:45
10. Any Old Irony? – 3:52
11. Swords of a Thousand Men (Bonus track) – 2:47

## Formazione
- Martin Walkyier – voce
- Steve Ramsey – chitarre, slide guitar, cori
- Kevin Ridley – chitarre, cori
- Georgina Biddle – tastiere, violino, cori
- Graeme English – chitarre, basso, cori
- Jay Graham – batteria, percussioni, scacciapensieri, cori